# Barraca del camí del Corral del Fortuny III
La Barraca del camí del Corral del Fortuny III és una obra del Pla de Santa Maria (Alt Camp) inclosa a l'Inventari del Patrimoni Arquitectònic de Catalunya.

## Descripció
És un barraca de planta rectangular orientada al sud i força malmesa. A la seva part posterior dreta hi ha una escaleta per accedir a la cúpula, que tot i estar esfondrada, en queden restes que permeten endevinar una falsa cúpula. Està associada a una cisterna. A l'interior s'observa una menjadora, una fornícula i un cocó. Les seves mides interiors són 2m de fondària i 4'21m d'amplada.